# 巴达木墓地
巴达木墓地，位于中华人民共和国新疆维吾尔自治区吐鲁番市高昌区二堡乡巴达木村东的一处古代墓地。2004年10月，吐鲁番地区文物局对巴达木墓地的79座墓葬进行发掘，后被确定为麴氏高昌国至唐西州时期墓葬。

## 位置
巴达木墓地位于吐鲁番市二堡乡巴达木村东，北距哈拉和卓墓地1公里，南距高昌故城4公里，西距阿斯塔那墓地3.5公里，东距吐峪沟乡11公里。该墓地位于火焰山南麓的冲积地带，地势开阔平坦。

## 发掘
1983年，相关部门对巴达木墓地的8座墓葬进行了发掘，8座墓葬分布极为分散，其中7座墓葬均遭到破坏，地表特征不明。发掘清理后发现其按照形制可分为斜坡墓道土洞墓、阶梯式墓道土洞墓和竖穴墓三种类型。2004年，吐鲁番地区文物局对受盗扰的巴达木墓地进行了抢救性考古发掘，此次发掘共清理墓葬79座，为麴氏高昌至唐西州时期墓葬。

## 研究
2019年，文物出版社出版的《吐鲁番晋唐墓地：交河沟西、木纳尔、巴达木发掘报告》。